# Ronald de Boer
Ronaldus "Ronald" de Boer (født 15. maj 1970 i Hoorn, Holland) er en tidligere hollandsk fodboldspiller, der spillede som angriber hos en række klubber, men huskes bedst for sine ophold hos Ajax Amsterdam i Æresdivisionen, samt hos FC Barcelona i den spanske La Liga. Han er tvillingebror til en anden tidligere hollandsk landsholdsspiller, Frank de Boer.
De Boer blev i både 1994 og 1996 kåret til Årets spiller i hollandsk fodbold.

## Klubkarriere
De Boer startede sin seniorkarriere i 1987 hos Ajax Amsterdam i sit hjemland og spillede, kun afbrudt af et toårigt ophold hos ligarivalerne FC Twente, i hovedstadsklubben de følgende elleve sæsoner frem til 1998. I denne periode var han med til at sikre klubben fem hollandske mesterskaber og to pokaltitler. Kronen på værket var dog sejrene i UEFA Cuppen i 1992 samt Champions League, UEFA Super Cup og Intercontinental Cup i 1995.
I 1998 flyttede de Boer sammen med sin tvillingebror til den spanske La Liga-storklub FC Barcelona, hvor han spillede følgende to sæsoner. Kort efter sin ankomst var han med til at vinde UEFA Super Cuppen, og i 1999 sikrede klubben sig desuden det spanske mesterskab.
Efter at have forladt Barcelona i 2000 spillede De Boer de følgende fire år hos skotske Rangers F.C., som han også vandt adskillige trofæer med. Han afsluttede sin karriere med tre sæsoner i Qatars fodboldliga.

## Landshold
De Boer nåede gennem elleve år at spille 67 kampe for Hollands landshold, som han debuterede for i 1993. Han var efterfølgende en del af den hollandske trup til både VM i 1994, EM i 1996, VM i 1998 samt EM i 2000. Han nåede at score 13 mål for landsholdet.

## Titler
Æresdivisionen
- 1990, 1994, 1995, 1996 og 1998 med Ajax Amsterdam

Hollands pokalturnering
- 1987 og 1998 med Ajax Amsterdam

La Liga
- 1999 med FC Barcelona

Skotlands Premier League
- 2003 med Rangers F.C.

Skotlands FA Cup
- 2002 og 2003 med Rangers F.C.

UEFA Cup
- 1992 med Ajax Amsterdam

Champions League
- 1995 med Ajax Amsterdam

UEFA Super Cup
- 1995 med Ajax Amsterdam
- 1998 med FC Barcelona

Intercontinental Cup
- 1995 med Ajax Amsterdam